# Дудовізна
Дудовізна (пол. Dudowizna) — село в Польщі, у гміні Браньщик Вишковського повіту Мазовецького воєводства.
Населення — 206 осіб (2011).
У 1975-1998 роках село належало до Остроленцького воєводства.

## Демографія
Демографічна структура станом на 31 березня 2011 року:
|          | Загалом | Допрацездатний вік | Працездатний вік | Постпрацездатний вік |
| -------- | ------- | ------------------ | ---------------- | -------------------- |
| Чоловіки | 112     | 28                 | 71               | 13                   |
| Жінки    | 94      | 17                 | 57               | 20                   |
| Разом    | 206     | 45                 | 128              | 33                   |